# Max Wladimir von Beck
Baron Max Wladimir von Beck (Vienna, 6 settembre 1854 – Vienna, 20 gennaio 1943) è stato un politico austriaco e primo ministro della Cisleitania.

## Biografia
Fu nominato presidente dei ministri nel giugno 1906 nel mezzo di una crisi di stato, contro l'opposizione della nobiltà e dell'erede al trono Francesco Ferdinando, di cui era stato il maestro.
Introdusse e promosse una politica di avanzate riforme sociali.